# Mon ami Finn
Pour plus de détails, voir Fiche technique et Distribution.
Mon ami Finn (Finn on the Fly) est une comédie canadienne réalisée par Mark Jean, sortie en 2008.

## Synopsis
La vie un peu solitaire de Ben Soledad, un jeune garçon timide de 13 ans qui vient d'emménager dans une nouvelle ville, est radicalement changée lorsque son chien Finn est accidentellement transformé en humain après avoir ingéré un sérum expérimental au cours d'une expérience scientifique menée par le Docteur Madeline Madsen. Ben s'adapte à la situation en apprennant à son nouvel ami à parler, à marcher sur deux pieds et à manger à peu près proprement, tandis que Finn, en retour, enseigne à Ben à attraper un frisbee et à « trouver sa meute » pour faire face aux plans diaboliques du Docteur Madsen.

## Fiche technique
- Titre original : Finn on the Fly
- Titre français : Mon ami Finn
- Réalisation : Mark Jean
- Scénario : Michael Souther et Teza Lawrence
- Photographie : Thom Best
- Musique : Jeff Danna
- Producteur : Suzanne L. Berger
- Langue : Anglais
- Pays d’origine : Canada
- Genre : Comédie et science-fiction
- Durée : 101 minutes
- Date de sortie : 2008

## Distribution
- Ana Gasteyer : DrMadeline Madsen
- Ryan Belleville : Finn
- Matthew Knight : Ben Soledad
- Brandon Firla : Bob
- David Milchard : Eddie
- Wendy Anderson (V. Q. : Lisette Dufour) : Grace
- Juan Chioran : Pablo
- Matthew Peart : Al Madsen
- Aislinn Paul : Chloe
- Vivien Endicott Douglas : Ashley

Source et légende : Version québécoise (V. Q.) sur Doublage QC